# Тугендхат, Том
Томас Георг Джон Тугендхат (англ. Thomas Georg John Tugendhat; род. 27 июня 1973, Лондон) — британский политик, младший министр по вопросам безопасности (2022—2024).

## Биография
Родился 27 июня 1973 года, сын судьи Высокого суда Англии и Уэльса сэра Майкла Тугендхата. Изучал теологию в Бристольском университете, затем, будучи по религиозным убеждениям практикующим католиком, окончил магистратуру в Кембриджском университете по теме ислама и учил арабский язык в Йемене. Говорит на нескольких языках, включая пушту, французский и русский. После Кембриджа работал в Бейруте журналистом и специалистом по связям с общественностью, затем вернулся в Великобританию.
С 2003 по 2013 год состоял в резерве сухопутных войск, участник операций в Ираке и Афганистане. Участвовал в организации гражданской администрации провинции Гильменд.
В 2015 году избран от Консервативной партии в Палату общин в округе Тонбридж-энд-Моллинг, впоследствии переизбирался.
В 2017 году избран председателем парламентского Комитета по иностранным делам, занял жёсткую позицию в отношении к Китаю и попал под ответные китайские контрсанкции и обвинения в «лжи и дезинформации».
13 июля 2022 года в первом туре выборов лидера Консервативной партии, организованных после объявления об отставке Бориса Джонсона, получил 35 голосов парламентариев-консерваторов, оставшись на шестом месте среди девяти кандидатов.
14 июля 2022 года по итогам второго тура получил 32 голоса, победитель обоих туров Риши Сунак — 101 голос, Пенни Мордонт — 83 и Лиз Трасс — 64.
6 сентября 2022 года при формировании правительства Лиз Трасс назначен младшим министром Хоум-офиса по вопросам безопасности с правом посещения заседаний Кабинета.
25 октября 2022 года по завершении правительственного кризиса был сформирован кабинет Риши Сунака, в котором Тугендхат сохранил прежнюю должность.
5 июля 2024 года после поражения консерваторов на парламентских выборах было сформировано лейбористское правительство Кира Стармера, в котором Тугендхат не получил никакого назначения.
8 июля 2024 года включён в состав временного теневого правительства Риши Сунака в должности теневого младшего министра безопасности.